# Padaringan
Padaringan is een bestuurslaag in het regentschap Ciamis van de provincie West-Java, Indonesië. Padaringan telt 4039 inwoners (volkstelling 2010).